# 基尔西·亨尼宁
基尔西·亨尼宁（芬蘭語：Kirsi Hänninen，1976年10月3日—），芬兰女子冰球运动员。她曾代表芬兰参加1998年和2002年冬季奥林匹克运动会冰球比赛，其中1998年奥运会获得一枚铜牌。